# Tropedag
En tropedag er et uofficielt begreb, anvendt af bl.a. TV2, defineret ved "en dag, hvor temperaturen ved en eller flere officielle danske målestationer når mindst 30,0 grader". Betegnelsen er som sagt ikke officiel og bruges fx ikke af DMI.
Begrebet blev indført i 2014 af TV2 Vejret og skete efter norsk inspiration. I Norge havde man på det tidspunkt benyttet begrebet i flere år, blandt andet på det officielle yr.no, med en tilsvarende definition.
Begrebet er ment til at supplere det officielle meteorologiske begreb sommerdag. Det en sommerdag på en lokalitet, når dagens maksimumtemperatur er mindst 25 grader. Regnet for hele landet er det en sommerdag, når temperaturen når 25 grader et eller flere steder i landet, og det er denne definition, der svarer til TV2's definition af en tropedag.
Tropedage er sjældne, selv i varme somre. I 2013 var der i Danmark 36 sommerdage, men kun 3 tropedage. I 2012 var der 26 sommerdage og en enkelt tropedag, mens der ikke var nogen tropedage i 2011.